# Galeocerdo
A Galeocerdo a porcos halak (Chondrichthyes) osztályának kékcápaalakúak (Carcharhiniformes) rendjébe, ezen belül a kékcápafélék (Carcharhinidae) családjába tartozó nem.
A szóban forgó cápanem már a késő paleocénben, azaz 56 millió évvel ezelőtt megjelent, azonban manapság már csak egyetlen egy fajuk maradt fent, a közismert tigriscápa.

## Rendszerezés
A nembe az alábbi 1 recens faj és 11 fosszilis faj tartozik:
- †Galeocerdo aduncus
- †Galeocerdo alabamensis
- †Galeocerdo clarkensis
- †Galeocerdo contortus
- tigriscápa (Galeocerdo cuvier) (Péron & Lesueur, 1822) - típusfaj
- †Galeocerdo denticulatus
- †Galeocerdo eaglesomi
- †Galeocerdo gibberulus
- †Galeocerdo latidens
- †Galeocerdo mayumbensis[2]
- †Galeocerdo minor
- †Galeocerdo mixtus

## Források

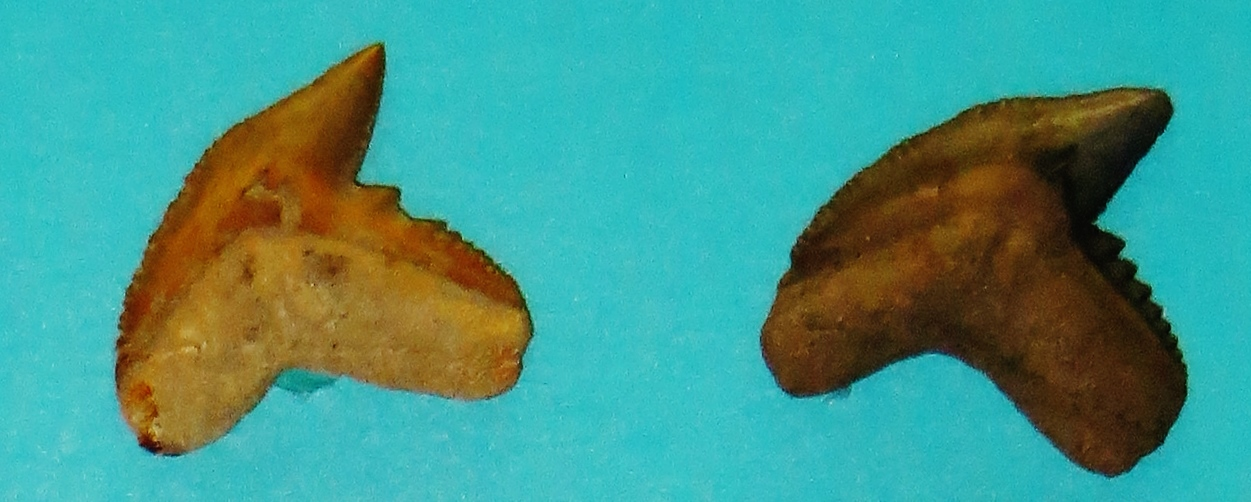
Galeocerdo aduncus fogak

### Fordítás
- Ez a szócikk részben vagy egészben  a   Galeocerdo című angol Wikipédia-szócikk ezen változatának fordításán alapul.  Az eredeti cikk szerkesztőit annak laptörténete sorolja fel. Ez a jelzés csupán a megfogalmazás eredetét és a szerzői jogokat jelzi, nem szolgál a cikkben szereplő információk forrásmegjelöléseként.